# Deutsche Meisterschaften im Freiwasserschwimmen 2011
Die Internationalen Deutschen Meisterschaften im Freiwasserschwimmen fanden vom 23. bis zum 26. Juni 2011 im Rostocker Stadthafen statt und wurden vom Deutschen Schwimm-Verband veranstaltet und vom Schwimmverband Mecklenburg-Vorpommern organisiert. Der Wettkampf diente gleichzeitig als Qualifikationswettkampf für die letzten Tickets für die Schwimmweltmeisterschaften 2011 in Shanghai und die Jugendeuropameisterschaften in  Navia.
| Disziplin        | Männer             | Männer         | Männer     | Frauen          | Frauen                   | Frauen     |
| Disziplin        | Name               | Verein         | Zeit       | Name            | Verein                   | Zeit       |
| ---------------- | ------------------ | -------------- | ---------- | --------------- | ------------------------ | ---------- |
| 5 km Freiwasser  | Jan Wolfgarten     | SV Würzburg 05 | 0:55:41,03 | Isabelle Härle  | SV Nikar Heidelberg      | 1:00:12,67 |
| 10 km Freiwasser | Christian Reichert | SC Wiesbaden   | 1:56:09,37 | Nadine Reichert | SG EWR Rheinhessen-Mainz | 2:03:49,72 |
| 25 km Freiwasser | Benjamin Konschak  | SGR Karlsruhe  | 5:02:24,83 | Antje Mahn      | SV Würzburg 05           | 5:18:52,12 |